# Áo ngực
Áo ngực, áo lót hay áo vú (phiên âm từ tiếng Pháp: soutien-gorge - xu chiêng) là một dạng - áo lót phù hợp thường được thiết kế để nâng đỡ hoặc che ngực của phụ nữ. Áo lót được thiết kế cho nhiều mục đích khác nhau, bao gồm nâng đỡ ngực nói chung, tăng cường hoặc làm giảm hình dạng của kích thước và / hoặc hình dạng vú, tạo khe ngực hoặc các mục đích thẩm mỹ hoặc thực tế khác. Đồ bơi, áo yếm và váy hở lưng có thể có hỗ trợ ngực tích hợp với cúp áo ngực hỗ trợ. Áo lót cho con bú được thiết kế để tạo điều kiện thuận lợi cho việc cho con bú . Một số người có nhu cầu về y tế và phẫu thuật đối với áo ngực, nhưng hầu hết mặc chúng vì lý do thời trang hoặc văn hóa.
Áo ngực đã trở nên quan trọng hơn cả chức năng đơn thuần của chúng. Lựa chọn của phụ nữ về loại áo ngực để mặc bị ảnh hưởng một cách có ý thức và vô thức bởi nhận thức của xã hội về hình dạng cơ thể lý tưởng của phụ nữ , thay đổi theo thời gian. Áo ngực đã trở thành món đồ thời trang và là tuyên ngôn văn hóa đôi khi được người mặc cố tình để lộ hoặc thậm chí được mặc như trang phục bên ngoài.

## Từ nguyên
Thuật ngữ brassiere, từ tiếng Pháp brassière, được sử dụng bởi Evening Herald ở Syracuse, New York, vào năm 1893. Nó đã được chấp nhận rộng rãi hơn vào năm 1904 khi Công ty DeBevoise sử dụng nó trong quảng cáo của họ - mặc dù từ này thực sự là tiếng Pháp cho áo lót của một đứa trẻ. Trong tiếng Pháp, nó được gọi là soutien-gorge (nghĩa đen là "người đỡ cổ họng"). Nó và các phiên bản đầu tiên khác giống như một chiếc áo yếm được làm cứng lại với phần xương. 
Tạp chí Vogue lần đầu tiên sử dụng thuật ngữ brassiere vào năm 1907, và đến năm 1911 từ này đã được đưa vào Từ điển tiếng Anh Oxford. Vào ngày 3 tháng 11 năm 1914, hạng mục bằng sáng chế mới được thành lập của Hoa Kỳ dành cho "áo giáp đồng" đã được khánh thành với bằng sáng chế đầu tiên được cấp cho Mary Phelps Jacob. Vào những năm 1930, brassiere/brassière dần dần được rút ngắn thành bra.

## Lịch sử
Một số nhà sản xuất đồ lót và đồ định hình , trong số đó có Wonderbra, Frederick's của Hollywood, Agent Provocateur và Victoria's Secret , sản xuất áo lót nâng cao khe ngực. Có tới 30 loại áo ngực, bao gồm áo nâng ngực, áo quây, dây quấn, demicup, áo ngực thể thao, áo lót siêu nhỏ, có đệm, áo ngực dạng T-shirt, nhiều đường, có gọng, không dây, dành cho bà bầu, liền mạch, silicone, và gắn bó. Lịch sử của kèn đồng đầy huyền thoại, trong đó những người như Caresse Crosby, Howard Hughes , Herminie Cadolle và Otto Titzling làm trung tâm chỉ huy.
Trước khi sự phổ biến của áo ngực nữ, tượng bán thân phụ nữ được bọc trong áo nịt ngực và trang phục có cấu trúc được gọi là " chất liệu tượng bán thân ", làm bằng vải và ren.  Lịch sử của áo nịt ngực cho thấy chúng bắt đầu lỗi mốt vào năm 1917, khi kim loại cần thiết để chế tạo xe tăng và đạn dược cho Chiến tranh thế giới thứ nhất,  và khi thời trang những năm 1920 nhấn mạnh đến những hình dáng nam tính.  Với sự trở lại với những hình tượng phụ nữ nhiều hơn vào những năm 1930, áo nịt ngực đã duy trì được nhu cầu mạnh mẽ ngay cả ở đỉnh điểm của cuộc Đại suy thoái .  Nhà thiết kế Vivienne Westwood đã giới thiệu lại chiếc áo nịt ngực như một cách hợp thời trang để nâng cao khe ngực vào năm 1985. Năm 1989, Jean Paul Gaultier năm 1989 mặc cho Madonna một chiếc áo nịt ngực màu hồng. Chẳng bao lâu sau, Westwood đã giới thiệu một biến thể có mặt đàn hồi hoạt động như một ban công để đẩy sự phân cắt lên. Theo Rebecca Scritchfield, sự phổ biến trỗi dậy của áo nịt ngực được thúc đẩy bởi "bức ảnh trên Instagram về một người có vòng eo siêu nhỏ và bộ ngực khổng lồ." 
Khi áo nịt ngực trở nên không hợp thời trang, áo lót và đệm lót đã giúp tôn lên, phô diễn và nhấn mạnh bầu ngực. Năm 1893, Marie Tucek, người New York, đã được cấp bằng sáng chế cho "áo nâng đỡ ngực", được mô tả là một sửa đổi của áo nịt ngực, và rất giống với một chiếc áo lót nâng ngực hiện đại được thiết kế để nâng đỡ bầu ngực. Nó bao gồm một tấm làm bằng kim loại, bìa cứng hoặc vật liệu cứng khác có hình dạng để vừa với thân dưới bầu ngực, theo đường viền của bầu ngực. Nó được bao phủ bởi lụa, vải canvas hoặc vải khác, kéo dài phía trên tấm vải để tạo thành một túi cho mỗi bên ngực. Tấm cong quanh thân và kết thúc ở gần nách.

### Thời kỳ đầu

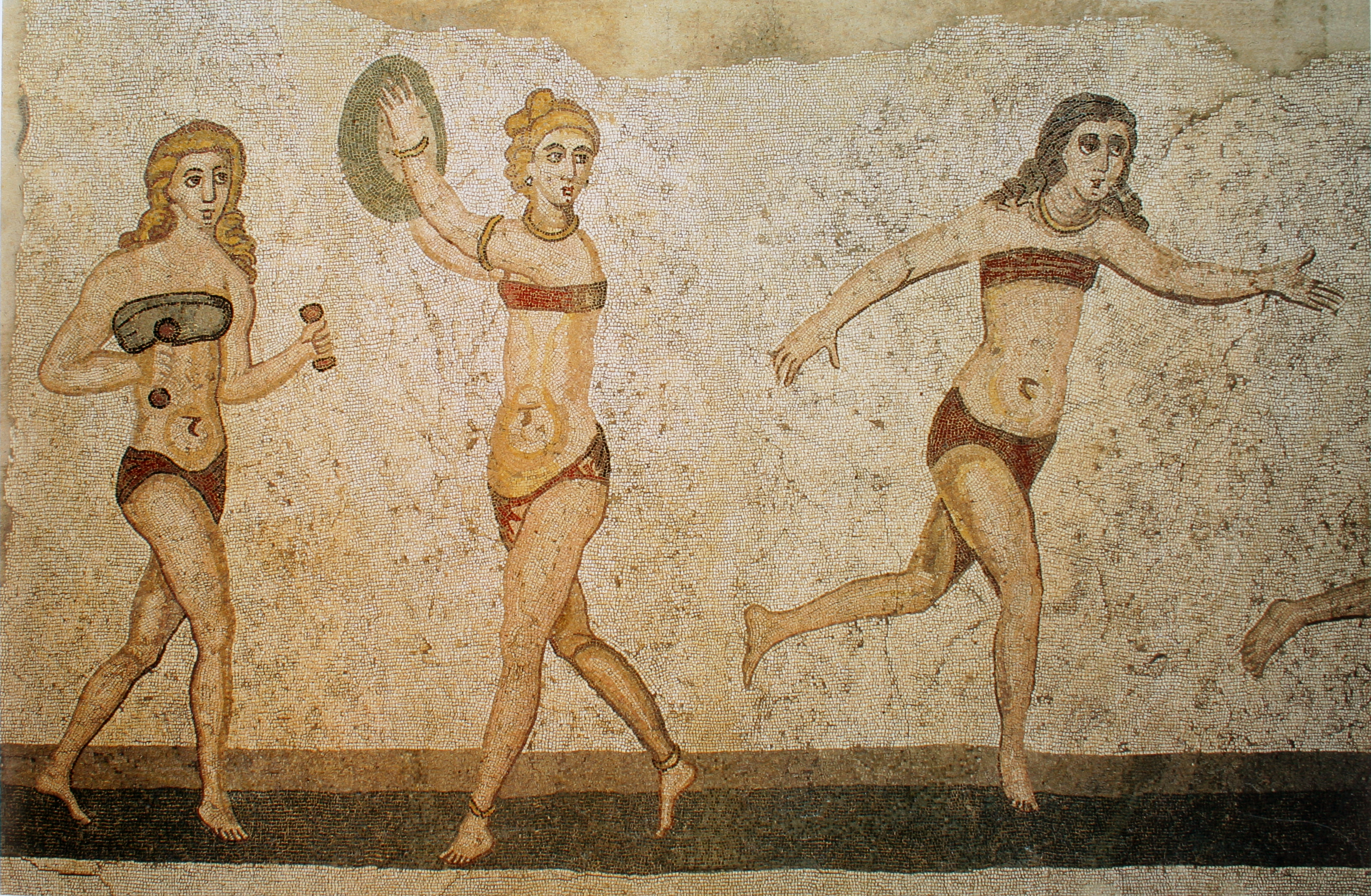
Phụ nữ La Mã đeo băng ngực khi chơi thể thao, Villa Romana del Casale, Sicily, thế kỷ 4 sau Công nguyên.

Mặc áo để nâng đỡ bầu ngực có thể có từ thời Hy Lạp cổ đại. Phụ nữ mặc apodesmos, sau này là stēthodesmē,  mastodesmos và voi răng mấu, đều có nghĩa là "băng đeo ngực", một dải len hoặc vải lanh quấn ngang ngực và buộc hoặc ghim ở phía sau. Phụ nữ La Mã đeo băng đeo ngực khi chơi thể thao, chẳng hạn như những dải được hiển thị trên bức khảm Đăng quang của Người chiến thắng (còn được gọi là "khảm Bikini").
Những mảnh vải lanh được tìm thấy tại Lâu đài Lengberg ở Đông Tyrol , Áo có niên đại từ 1440 đến 1485 được cho là áo lót. Hai trong số họ có những chiếc cốc làm từ hai mảnh vải lanh được may bằng vải kéo dài đến đáy thân với một hàng sáu khoen để buộc bằng ren hoặc dây. Một chiếc có hai dây đeo vai và được trang trí bằng ren ở khe ngực. 
Từ thế kỷ 16, áo lót của phụ nữ giàu có hơn ở thế giới phương Tây bị thống trị bởi áo nịt ngực , có tác dụng đẩy ngực lên trên. Vào cuối thế kỷ 19, các nhà thiết kế quần áo bắt đầu thử nghiệm các lựa chọn thay thế, chia chiếc áo nịt ngực thành nhiều phần: một thiết bị cố định giống như chiếc nịt dành cho phần thân dưới và thiết bị treo ngực từ vai đến phần thân trên.

### Áo ngực hiện đại

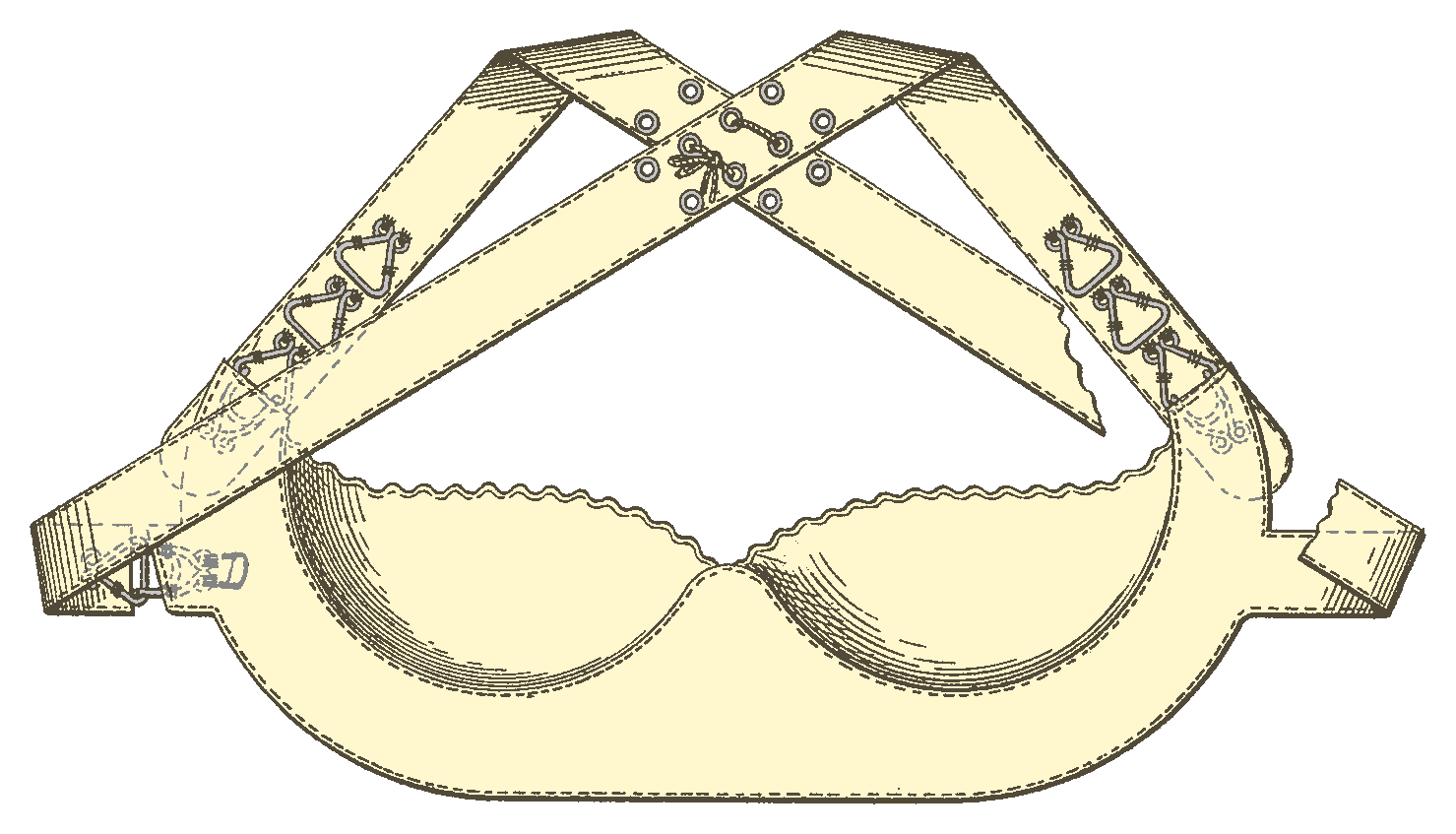
"Breast Supporter" c. 1893

Mặc dù chiếc áo ngực đầu tiên, một loại vải lanh và ren trông gần giống hệt áo ngực hiện đại, được phát hiện trong một bộ sưu tập đầu thế kỷ 15 từ Lâu đài Lengberg ở Tyrol , Áo , không có bằng chứng nào khác về việc sử dụng áo lót vào những năm 1400, và Chiếc áo ngực đầu tiên được cho là của Mary Phelps Jacob (hay được biết đến với cái tên Caresse Crosby ), một trang mạng xã hội ở New York.  Thất vọng với chiếc áo nịt ngực hình cá voi liên tục lấp ló trong chiếc váy dự tiệc mới,  cô đã tạo ra chiếc áo lót từ hai chiếc khăn tay và một số dải ruy băng để khoe khe ngực của mình. 
Vì nó khiến cô ấy trông đẹp hơn, Phelps Jacob hay còn gọi là Polly bắt đầu bán áo lót cho bạn bè với giá một đô la. Không lâu sau, bà thành lập Công ty Fashion Form Brassière, một xưởng sản xuất dành cho hai phụ nữ ở Boston, và được cấp bằng sáng chế chiếc áo ngực đầu tiên với tên gọi "the backless brassière" vào năm 1914. Sau khi làm vài trăm chiếc áo lót và một số đơn đặt hàng từ các cửa hàng bách hóa, bà đã bị thuyết phục bởi chồng mình để đóng cửa công ty. Cô đã bán bằng sáng chế cho Công ty Corset Warner Brothers với giá 1.500 đô la Mỹ. Trong 30 năm tiếp theo, Warner Brothers đã kiếm được hơn 15 triệu đô la Mỹ từ thiết kế.
Theo Cadolle Lingerie House, Herminie Cadolle , một nhà phát minh người Pháp, là nhà phát minh đầu tiên cấp bằng sáng chế cho loại 'áo lót' hiện đại, được gọi là "corselet-gorge", đồ lót tách phần trên áo ngực ra khỏi áo nịt ngực dưới, bước đầu tiên hướng tới áo ngực hiện đại.  Một truyền thuyết đô thị cho rằng chiếc kèn đồng được phát minh bởi một người đàn ông tên là Otto Titzling ("chiếc địu"), người đã thua kiện với Phillip de Brassière ("lấp đầy cái thau") bắt nguồn từ cuốn sách năm 1971 Bust-Up: The Uplifting Câu chuyện về Otto Titzling và sự phát triển của chiếc áo ngực và được tuyên truyền trong một bài hát hài hước từ bộ phim Beaches . 
Phụ nữ đóng một vai trò quan trọng trong việc thiết kế và sản xuất áo ngực, chiếm một nửa số bằng sáng chế được nộp.  Người Đức gốc Dresden , Christine Hardt, đã được cấp bằng sáng chế cho chiếc kèn đồng hiện đại đầu tiên vào năm 1899.  Sigmund Lindauer từ Stuttgart-Bad Cannstatt, Đức, đã phát triển chiếc kèn đồng để sản xuất hàng loạt và được cấp bằng sáng chế vào năm 1912. Nó được sản xuất hàng loạt. của Mechanische Trikotweberei Ludwig Maier und Cie. ở Böblingen, Đức.  Tại Hoa Kỳ, Mary Phelps Jacob đã nhận được bằng sáng chế vào năm 1914 cho thiết kế đồng thau đầu tiên được công nhận là cơ sở cho áo lót hiện đại. Việc sản xuất hàng loạt vào đầu thế kỷ 20 đã làm cho quần áo được phổ biến rộng rãi cho phụ nữ ở Hoa Kỳ, Anh, Tây Âu và các nước khác chịu ảnh hưởng của thời trang phương Tây.  Sự thiếu hụt kim loại trong Thế chiến thứ nhất đã khuyến khích sự kết thúc của áo nịt ngực.
Sự phát triển của áo ngực có gọng bắt đầu từ những năm 1930,  mặc dù nó không được phổ biến rộng rãi cho đến những năm 1950, khi Chiến tranh 
Thế giới thứ hai kết thúc, đã giải phóng kim loại cho mục đích sử dụng trong gia đình.  Aviator và nhà làm phim Howard Hughes đã thiết kế một nguyên mẫu cho một chiếc áo lót có gọng khí động học cho Jane Russell khi quay The Outlaw năm 1941. Theo Hughes, kết quả là "chiều dài của khe hở thực tế là 5 và 1/4 inch. "  Áo ngực vào những năm 1940 để lại một lượng vải đáng kể ở trung tâm, do đó tạo ra sự tách biệt giữa hai bên ngực thay vì phần ngực được đẩy vào nhau như ngày nay.  Frederick MellingerFrederick's của Hollywood đã tạo ra chiếc áo lót có đệm đầu tiên vào năm 1947, tiếp theo là chiếc áo lót nâng ngực sớm một năm sau đó (được mệnh danh là "Ngôi sao đang lên"  ). 
Áo ngực có đệm thêm chất liệu (bọt, silicone, gel, không khí, chất lỏng, v.v.  ) vào các cúp ngực để giúp ngực trông đầy đặn hơn.  Có nhiều thiết kế khác nhau, từ nâng nhẹ đến hiệu ứng đẩy cao,  cung cấp độ che phủ và nâng đỡ, giấu núm vú, thêm hình dạng cho các bầu ngực cách xa nhau và thêm thoải mái.  Phần đệm chia độ sử dụng nhiều phần đệm hơn ở dưới cùng của các cốc nhỏ dần về phía trên cùng.  Cũng có những loại áo lót nửa đệm phù hợp với váy khoét cổ sâu.  Với sự ra đời của áo lót có đệm, doanh số bán miếng đệm có thể tháo rời đã giảm xuống,  mặc dù một số áo lót có đệm cũng có miếng lót có thể tháo rời.  Nữ diễn viênJulia Roberts được yêu cầu phải mặc một chiếc áo ngực chứa gel silcone được làm riêng cho bộ phim Erin Brockovich để tăng khe ngực của mình. 
Brassières ban đầu được sản xuất bởi các công ty sản xuất nhỏ và cung cấp cho các nhà bán lẻ. Thuật ngữ "cốc" không được sử dụng cho đến năm 1916, và các nhà sản xuất dựa vào cốc có thể co giãn để phù hợp với các bộ ngực có kích thước khác nhau.  Phụ nữ có bộ ngực lớn hơn hoặc chảy xệ có thể lựa chọn áo lót có đường dài, có gọng, miếng chèn hình nêm giữa các cúp ngực, dây đai rộng hơn, Lastex , dây buộc chắc chắn dưới cúp và dây chun nhẹ. 
Vào tháng 10 năm 1932, Trại SH và Công ty đã so sánh kích thước và độ rũ của bộ ngực với các chữ cái từ A đến D.  Quảng cáo của Trại làm nổi bật các bộ ngực được dán nhãn bằng chữ cái trên tạp chí Corset and Underwear Review vào tháng 2 năm 1933 . Năm 1937, Warner bắt đầu đưa kích thước cốc vào các sản phẩm của mình.  Các dây đeo có thể điều chỉnh đã được giới thiệu bằng cách sử dụng nhiều móc và nhắm mắt vào những năm 1930.  Vào thời điểm Chiến tranh thế giới thứ hai kết thúc, hầu hết phụ nữ quan tâm đến thời trang ở châu Âu và Bắc Mỹ đều mặc áo đồng phục, và phụ nữ ở châu Á, châu Phi và châu Mỹ Latinh bắt đầu áp dụng nó.

#### Những năm 1960-1980
Vào mùa thu năm 1963 và mùa xuân năm 1964, xu hướng thời trang phương Tây bị chi phối bởi những đường cắt cổ sâu, trong khi những người xem phim lại bị mê hoặc bởi những bộ phim như Tom Jones miêu tả "sự phân thân hung hãn". Các nhà sản xuất đồ lót và quần áo định hình như Warner Brothers, Gossard , Formfit và Bali đã tận dụng cơ hội để tung ra thị trường những chiếc áo lót đang lao dốc.  Áo ngực có gọng che được núm vú và phần dưới bầu ngực trong khi để trần phần trên khiến nó phù hợp với áo khoét sâu và cổ chữ V sâu.  Nó cũng có máu ở tâm thấp hơn, ngắn hơn và hẹp hơngiúp duy trì sự hỗ trợ trong khi tăng sự phân cắt bằng cách cho phép máu me giảm vài inch xuống dưới giữa hai bầu ngực.  Áo lót có gọng có nhiều độ sâu khác nhau giúp tạo khe ngực tuyệt vời. Giống như áo ngực đẩy, chúng có một số lớp đệm và hỗ trợ,  cũng như giúp đẩy hai bầu ngực vào nhau và tạo khe ngực. Bali và Vassarette cũng tiếp thị áo lót ren giúp tối đa hóa khe ngực. 
Chiếc áo lót nâng ngực đầu tiên được tạo ra vào năm 1964 bởi Louise Poirier người Canada và được cấp bằng sáng chế cho Wonderbra (đăng ký nhãn hiệu vào năm 1935  ), sau đó thuộc sở hữu của Canadianelle, một công ty đồ lót của Canada vào năm 1971.  Áo ngực đẩy là được thiết kế để ép hai bầu ngực lên trên và gần nhau hơn để tạo ra vẻ ngoài đầy đặn hơn với sự trợ giúp của cúp độn,  khác với các loại áo ngực có đệm khác ở vị trí của miếng đệm. Nó khiến phần trên và bên trong của bầu ngực bị lộ ra ngoài, tạo thêm nhiều khe ngực.  Chúng có nhiều kiểu dáng và mọi kích cỡ bắt đầu từ A đến E. Hầu hết các loại áo lót đẩy ngực đều có gọng để nâng và hỗ trợ thêm, trong khi phần đệm thường được làm bằng bọt.

#### Những năm 1990 trở đi
Thương hiệu Wonderbra được Sara Lee Corporation mua lại vào năm 1994 và từ năm 2006, được cấp phép cho HanesBrands Inc và Sun Capital cho các thị trường khác nhau. Nó có 54 yếu tố thiết kế, bao gồm cốc ba phần, gọng dưới, mặt sau có góc cạnh chính xác, dây đai cứng và "bánh quy" có thể tháo rời. Khi chiếc áo lót có gọng đẩy lần đầu tiên xuất hiện tại thị trường Hoa Kỳ, cứ sau 15 giây, Wonderbra lại bán được một chiếc, mang lại doanh thu năm đầu tiên là 120 triệu đô la Mỹ. Áo lót trở thành một trong những loại nội y phức tạp nhất từng được tạo ra. 
Năm 1994, bức ảnh phân thân của siêu mẫu Eva Herzigova được Ellen von Unwerth chụp cho chiến dịch quảng cáo gây tranh cãi Hello Boys của Wonderbra đã giúp hình thành lý tưởng phụ nữ, một trải nghiệm mà Herzigova mô tả là "trao quyền".  Năm 1999, áp phích quảng cáo được xếp ở vị trí thứ 10 trong cuộc thi Áp phích của thế kỷ do tạp chí thương mại Campaign biên soạn . Vào năm 2011, nó đã được bình chọn là chiến dịch quảng cáo hàng đầu mọi thời đại trong một cuộc bình chọn của Trung tâm Truyền thông Ngoài trời, cổng thông tin quảng cáo và tiếp thị, và được giới thiệu trong một cuộc triển lãm tại Bảo tàng Victoria và Albert. Nó đã giúp đưa thương hiệu này đi đầu trong cuộc cạnh tranh về sự phân tách sau 30 năm tương đối mờ nhạt. Vào ngày thứ sáu đầu tiên của tháng 4 hàng năm ở Nam Phi, nhà tiếp thị Wonderbra của công ty đồng thau tài trợ cho Ngày khai thác quốc gia. 
Hãng bán lẻ đồ lót lớn nhất nước Mỹ Victoria's Secret đã được Roy Raymond, một cựu sinh viên Stanford, thành lập ở San Francisco vào cuối những năm 1970 với sức hút tương tự. Các thiên thần của Victoria's Secret tổ chức buổi trình diễn thời trang đầu tiên tại Khách sạn Plaza ở New York vào năm 1995.  Ngay cả các thương hiệu truyền thống, những người đã sản xuất những chiếc cúp nhọn, lưng thấp, cạp trước và không có dây buộc theo phong cách thập niên 1950, như Maidenform tham gia cuộc thi năm 1995. Năm 1999, sự kiện này là webcast đầu tiên. Đến năm 2001, sự kiện này đã được phát sóng trên truyền hình mạng với 12 triệu người xem cho lần phát sóng đầu tiên. Các nhà sản xuất đồ lót khác như Frederick's of Hollywood và Agent Provocateur cũng tham gia cuộc thi vào thời điểm đó, với việc trước đây đã giới thiệu một thiết kế có tên là Hollywood Extreme Cleavage Bra giúp tạo ấn tượng về một khe ngực hình cầu giống như bộ ngực tăng cường được các ngôi sao ưa chuộng. Pamela Anderson. 
Áo ngực có gọng sử dụng một sợi dây được khâu vào vải áo ngực và dưới mỗi chiếc cúp, từ phần giữa áo ngực đến phần nách của người mặc. Nó giúp nâng, tách, định hình và nâng đỡ bầu ngực. Những chiếc áo lót này sử dụng một dải kim loại, nhựa hoặc nhựa thông mỏng, thường có lớp phủ nylon ở cả hai đầu.  Một số kiểu áo ngực có gọng cũng có dạng cúp mềm. Áo lót có gọng chiếm 60% thị trường áo ngực của Vương quốc Anh vào năm 2000  và 70% vào năm 2005. Khoảng 70% phụ nữ mặc áo lót có gọng thép theo các ngành sản xuất đồ lót của New York vào năm 2009. Năm 2001, 70% (350 triệu) áo lót được bán ở Hoa Kỳ là áo lót có gọng. Năm 2005, áo lót có gọng là phân khúc phát triển nhanh nhất trên thị trường.  Đã có những phàn nàn rằng áo lót có gọng hạn chế lưu lượng máu và chất lỏng bạch huyết xung quanh ngực ngăn cản việc thoát chất độc ra ngoài, mặc dù chưa có bằng chứng về điều đó. 
Trong thập kỷ tiếp theo, đặc biệt là trong thời gian dịch COVID-19, bralette và áo lót mềm bắt đầu thay thế áo lót có gọng và có đệm, đôi khi cũng được dùng như một loại áo khoác ngoài. Đồng thời mức độ phổ biến của các nhãn hiệu như Victoria's Secret giảm đáng kể. Bởi vì, theo Sarah Shotton, giám đốc sáng tạo của Agent Provocateur, "Bây giờ là về cơ thể lực lưỡng, sức khỏe và phúc lợi", hơn là "về cái nhìn của nam giới,"  trong khi theo nhà thiết kế nội y độc lập Araks Yeramyan "It là #MeToo đã thúc đẩy phong trào bralette trở thành như ngày nay. "Một số bralette vẫn cung cấp các thiết kế chìm, đệm nhẹ, hỗ trợ phía dưới hoặc phân chia đáng kể.

## Sản xuất

### Thiết kế
Áo lót sản xuất hàng loạt được sản xuất để vừa vặn với một người phụ nữ nguyên mẫu đang đứng với cả hai tay ở hai bên. Thiết kế giả định rằng cả 

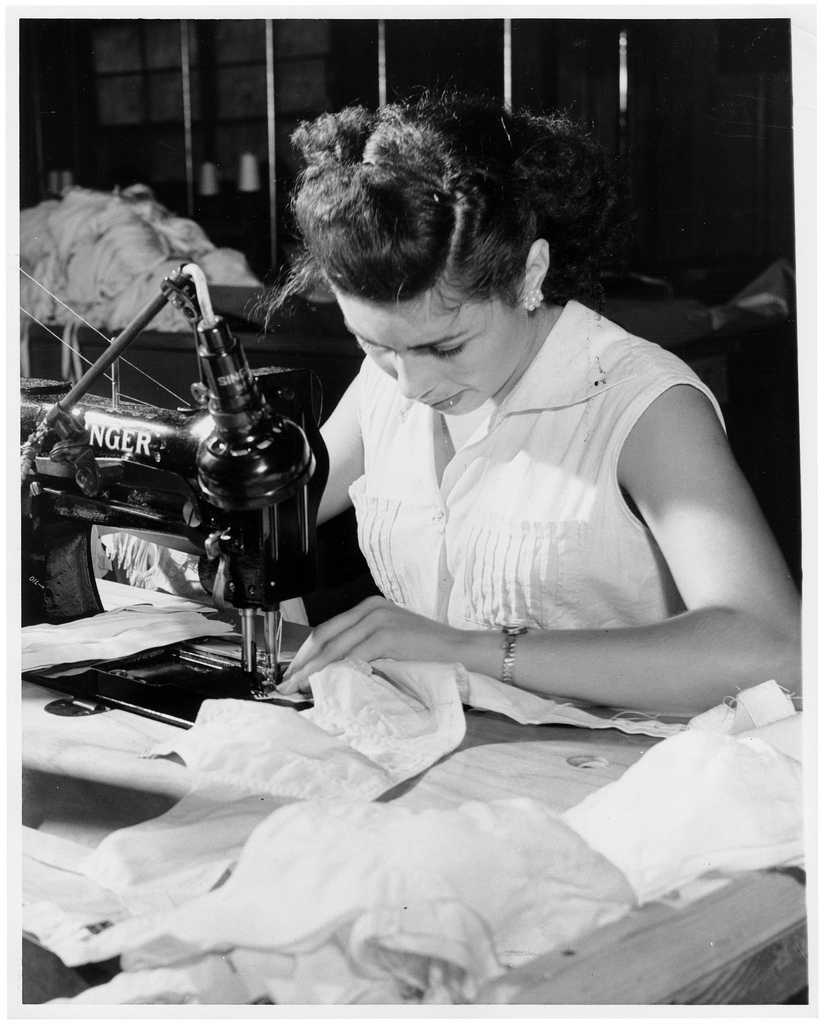
Một cô thợ may áo ngực ở Puerto Rico

hai vú đều có kích thước bằng nhau và cân xứng.  Sản xuất một chiếc áo ngực vừa vặn là một thách thức vì loại áo này được cho là phải vừa vặn nhưng ngực của phụ nữ có thể chảy xệ, thay đổi về thể tích, chiều rộng, chiều cao, hình dạng và vị trí trên ngực.  Các nhà sản xuất tạo ra các kích cỡ áo ngực tiêu chuẩn để mang lại sự vừa vặn "gần gũi", tuy nhiên, ngay cả một phụ nữ có số đo chính xác cũng có thể gặp khó khăn trong việc tìm một chiếc áo ngực vừa vặn vì sự khác nhau về kích cỡ giữa các nhà sản xuất khác nhau. Một số nhà sản xuất tạo ra " kích thước bàn trang điểm"và cố tình ghi sai kích cỡ áo ngực của họ để cố thuyết phục phụ nữ rằng họ mảnh mai hơn và bảnh bao hơn. 

Áo ngực là một trong những loại quần áo phức tạp nhất để may. Một thiết kế điển hình có từ 20 đến 48 bộ phận, bao gồm dây đeo, máu me, bảng điều khiển bên, cốc, đỉnh, đường viền cổ áo, gọng, dây đeo, vòng, thanh trượt, mối nối dây đeo và chốt. Áo lót được xây dựng trên mô hình gọng vuông. Nhà thiết kế đồ lót Chantal Thomass cho biết,
Đó là một loại quần áo có tính kỹ thuật cao, được làm từ rất nhiều mảnh vải nhỏ, với rất nhiều kích cỡ để cân nhắc cho các loại ly khác nhau, v.v. Đó là loại quần áo bạn giặt hàng ngày, vì vậy các đường may và cấu trúc cần phải cực kỳ chắc chắn. Nó rất khác với một bộ quần áo; nó tiếp xúc trực tiếp với da, nó cần phải siêu rắn. 
Thành phần chính cung cấp sự hỗ trợ nhiều nhất là một dải ngực quấn quanh thân. Nó hỗ trợ hai cốc thường được giữ cố định bằng hai dây đeo vai . Băng ngực thường được đóng ở phía sau bằng móc và dây buộc mắt , nhưng những mẫu áo ngực nhỏ hơn có thể được buộc ở phía trước.  Áo lót ngủ hoặc áo lót thể thao không có dây buộc và được kéo qua đầu và bầu ngực. Phần giữa các cốc được gọi là máu me. Phần dưới nách nơi băng nối với các ly được gọi là "cánh sau". 
Các thành phần của áo ngực, bao gồm phần trên và dưới cúp ngực (nếu có đường may), phần trung tâm, mặt bên và mặt sau và dây đai, được cắt theo thông số kỹ thuật của nhà sản xuất. Nhiều lớp vải có thể được cắt cùng một lúc bằng cách sử dụng tia laser điều khiển bằng máy tính hoặc các thiết bị cắt bằng cưa máy. Các mảnh được lắp ráp bởi các công nhân từng mảnh sử dụng máy may công nghiệp hoặc máy tự động. Móc và mắt kim loại tráng được khâu bằng máy và xử lý nhiệt hoặc ủi vào các đầu sau của dây đeo và một thẻ hoặc nhãn được gắn hoặc in trên chính áo ngực.  Những chiếc áo lót hoàn chỉnh được gấp lại (bằng máy hoặc thủ công) và đóng gói để vận chuyển. 
Băng và cúp ngực, không phải dây đeo vai, được thiết kế để nâng đỡ sức nặng của ngực phụ nữ. Áo lót có gọng dựa vào gọng và thêm các đường may và tấm tăng độ cứng để nâng đỡ chúng. Dây vai của một số áo lót thể thao bắt chéo ở phía sau để giảm áp lực lên vai khi cánh tay được nâng lên. Các nhà sản xuất liên tục thử nghiệm với các thiết kế khung độc quyền. Ví dụ: mẫu Playtex "Áo ngực 18 giờ" sử dụng thiết kế M-Frame.

### Chất liệu
Áo ngực ban đầu được làm bằng vải lanh, vải bông rộng, dệt sợi chéo và được may bằng cách sử dụng các đường may phẳng hoặc băng keo. Hiện 

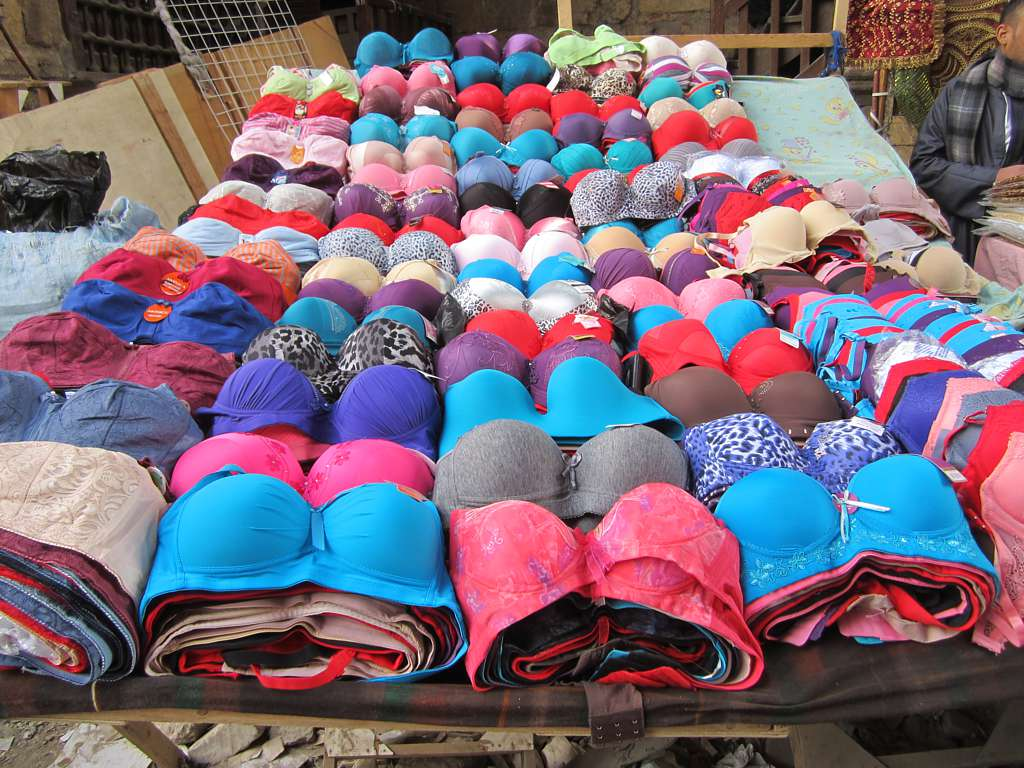
Nhiều lựa chọn áo ngực ở Cairo, Ai Cập, 2013

nay chúng được làm từ nhiều loại vật liệu khác nhau, bao gồm Tricot, Spandex, Spanette, Latex, microfiber , satin , Jacquard , bọt, lưới và ren ,  được pha trộn để đạt được những mục đích cụ thể. Spandex, một loại sợi tổng hợp có tích hợp "bộ nhớ co giãn", có thể được pha trộn với cotton, polyester hoặc nylon. Lưới là một chất tổng hợp công nghệ cao bao gồm các sợi siêu mịn được đan chặt chẽ để tạo sự êm ái. 
Sáu mươi đến bảy mươi phần trăm áo ngực được bán ở Anh và Hoa Kỳ đều có lót ly. Gọng được làm bằng kim loại, nhựa hoặc nhựa thông.  cho biết tiền thân của gọng trong áo lót có niên đại ít nhất là năm 1893, khi Marie Tucek ở Thành phố New York cấp bằng sáng chế cho một loại áo nâng đỡ ngực, một loại áo ngực đẩy sớm được làm bằng kim loại hoặc bìa cứng và sau đó được phủ bằng vải. Gọng được chế tạo xung quanh chu vi của cốc nơi nó gắn vào dây đeo, tăng độ cứng của nó để cải thiện khả năng hỗ trợ, nâng và tách. 
Áo lót không dây hoặc áo lót mềm có thêm đường may và phần gia cố bên trong.
Vào cuối những năm 1970, áo lót không dây đã nổi lên ở cả Hanky Panky và Hanro ở Thụy Sĩ. Tiếp theo là Cosabella ở Ý và Eres (công ty)  [ fr ] ở Pháp vào những năm 1980, cũng như Eberjey vào những năm 1990. Những người khác sử dụng chất liệu đệm hoặc vật liệu định hình để nâng cao kích thước hoặc khe ngực.

### Kích thước và sự vừa vặn
Ở hầu hết các quốc gia, áo ngực có kích thước vòng một và cúp ngực, chẳng hạn như 34C; 34 là vòng ngực, hoặc số đo xung quanh thân ngay bên dưới bầu ngực, và C là kích thước cúp ngực, dùng để chỉ thể tích của bầu ngực. Hầu hết áo ngực được cung cấp với 36 kích cỡ; Triumph "Doreen" có kích thước 67, tối đa 46J. 
Kích thước cốc thay đổi tùy thuộc vào kích thước dây đeo. Cúp AD trên dải 38 có thể tích lớn hơn cup D trên dải 34, vì thể tích của vú phụ nữ tăng khi kích thước dải ngực của cô ấy tăng lên.  Ở các quốc gia đã áp dụng tiêu chuẩn cỡ váy EN 13402 của Châu Âu , phép đo được làm tròn đến bội số gần nhất của 5 cm (2,0 in).

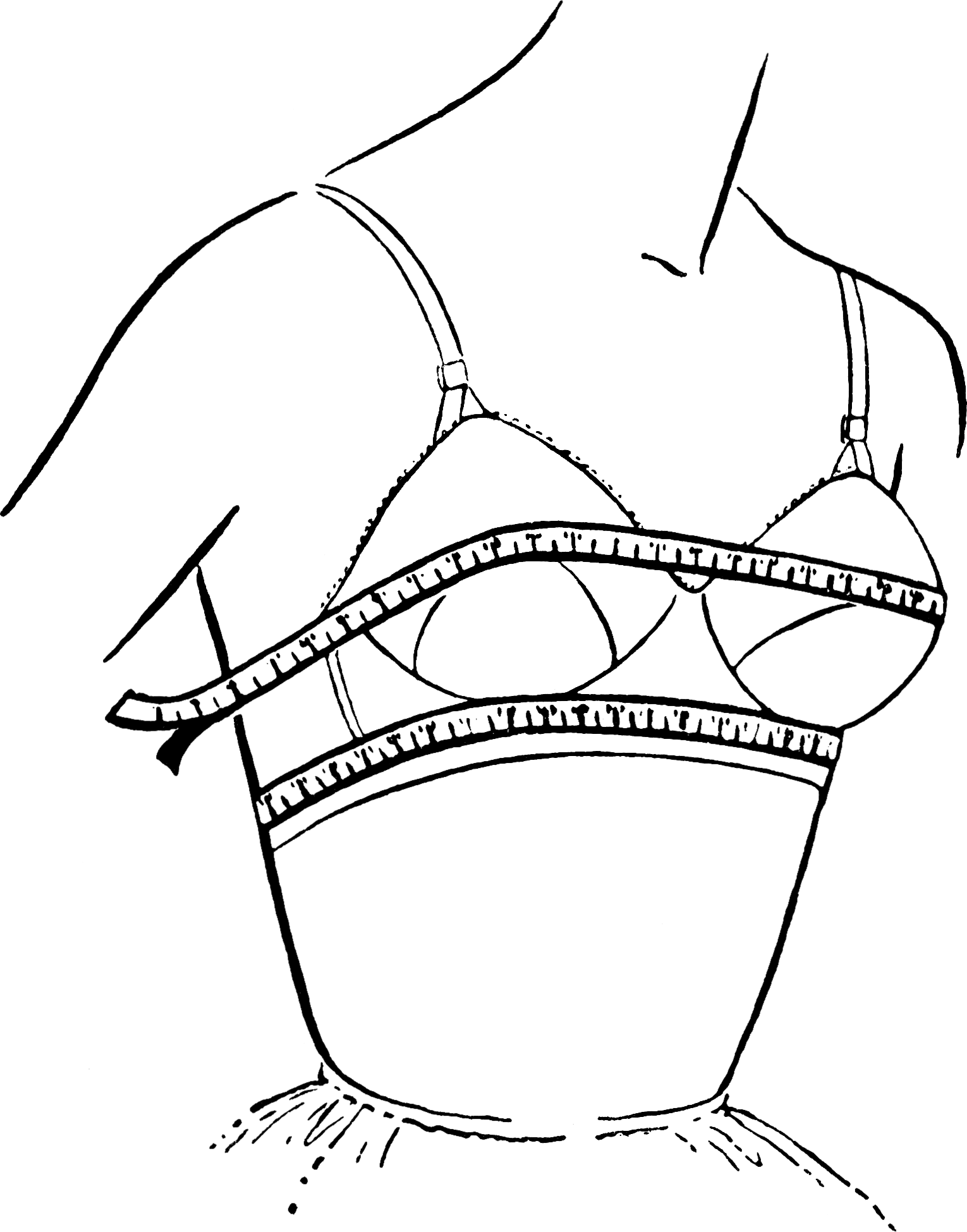
Kích thước cốc đo và dây đeo

Các tiêu chuẩn sản xuất quốc tế và hệ thống đo lường rất khác nhau. Áo ngực được thiết kế cho một thân hình lý tưởng, nhưng giải phẫu của phụ nữ rất khác nhau. Mười phần trăm bộ ngực của phụ nữ là không đối xứng, với 62 phần trăm trường hợp vú bên trái lớn hơn.  Ngực của một người phụ nữ có thể nhỏ và có khoảng cách rộng, người khác có thể tập trung gần với ngực, thẳng đứng và rất đầy đặn. Do đó, việc tìm kiếm một chiếc áo ngực vừa vặn là vô cùng khó khăn. Khi phụ nữ tìm thấy một chiếc áo ngực vừa vặn, họ có xu hướng giữ nguyên kích cỡ đó, mặc dù họ có thể giảm và tăng cân. 
Trong một cuộc khảo sát ở Vương quốc Anh, 60% trong số hơn 2.000 phụ nữ trong độ tuổi từ 16 đến 75 cho biết họ đã từng mặc áo ngực vừa vặn và 99% nói rằng độ vừa vặn là yếu tố ít quan trọng nhất khi chọn áo ngực.  Sự công khai ngày càng tăng về vấn đề áo ngực kém vừa vặn đã làm tăng số lượng phụ nữ tìm kiếm một chiếc áo vừa vặn. Nhà bán lẻ Marks & Spencer của Anh cho biết hàng tuần có khoảng 8.000 phụ nữ mặc áo ngực trong cửa hàng của họ.  Mặc dù vậy, khoảng 80–85% phụ nữ vẫn mặc áo ngực sai kích cỡ. 
Các chuyên gia về áo ngực khuyên bạn nên mua phụ kiện áo ngực chuyên nghiệp từ bộ phận nội y của cửa hàng quần áo hoặc cửa hàng chuyên bán đồ lót, đặc biệt là đối với cỡ cúp D hoặc lớn hơn, và đặc biệt nếu đã tăng hoặc giảm cân đáng kể hoặc nếu người mặc liên tục điều chỉnh áo ngực của mình. Phụ nữ ở Anh thay đổi cỡ áo ngực trung bình sáu lần trong suốt cuộc đời của họ.
Dấu hiệu của dây áo ngực bị lỏng bao gồm dây đeo ở phía sau lưng. Nếu dải băng khiến thịt tràn ra ngoài mép thì nó quá nhỏ. Một phụ nữ có thể kiểm 

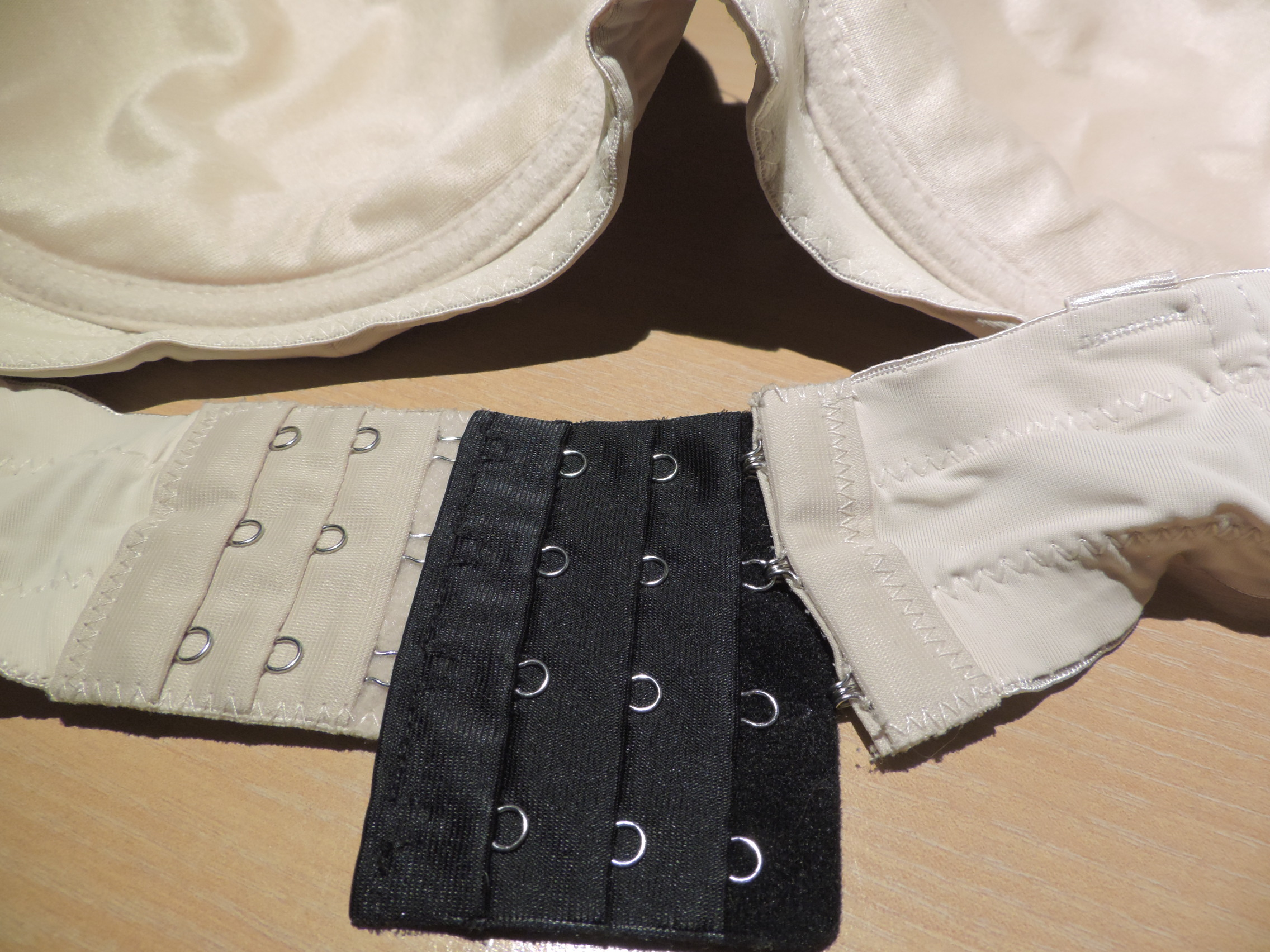
Mở rộng áo ngực cho dây đeo

tra xem dây áo ngực có quá chật hay lỏng hay không bằng cách lộn ngược dây áo ngực trên thân mình sao cho các đường cúp ở phía sau, sau đó kiểm tra xem có vừa vặn và thoải mái hay không.  Các chuyên gia khuyên phụ nữ nên chọn cỡ dây đeo vừa vặn bằng cách sử dụng bộ móc ngoài cùng. Điều này cho phép người mặc sử dụng các móc chặt hơn khi áo ngực kéo dài trong suốt thời gian tồn tại của nó.

### Phong cách
Áo lót có thể được thiết kế để nâng cao kích thước ngực của phụ nữ, hoặc để tạo khe ngực , hoặc cho các cân nhắc về thẩm mỹ, thời trang hoặc thiết thực hơn. Áo lót cho con bú được thiết kế để hỗ trợ việc cho con bú. Áo ngực dạng nén, chẳng hạn như áo ngực thể thao, chống đẩy và giảm thiểu chuyển động của ngực, trong khi áo ngực dạng gói có các đường cúp để nâng đỡ. Hỗ trợ ngực có thể được tích hợp trong một số bộ đồ bơi, áo yếm và váy. Áo lót ung thư được thiết kế đặc biệt cho bệnh nhân ung thư vú đã trải qua phẫu thuật cắt bỏ vú. Các kiểu này cung cấp hỗ trợ sau phẫu thuật và một số bao gồm miếng đệm hoặc túi để nhồi.
Áo ngực có nhiều kiểu dáng, bao gồm backless, balconette, có thể chuyển đổi, có kệ, full cup, áo ngực che phủ hoàn toàn, demi-cup, giảm thiểu, độn, plunge, lounge bra, posture, push-up, racerback, sheer, áo quây, T-shirt, có gọng, không có đường viền và cúp mềm.

## Các loại áo ngực
Có nhiều loại áo ngực khác nhau:

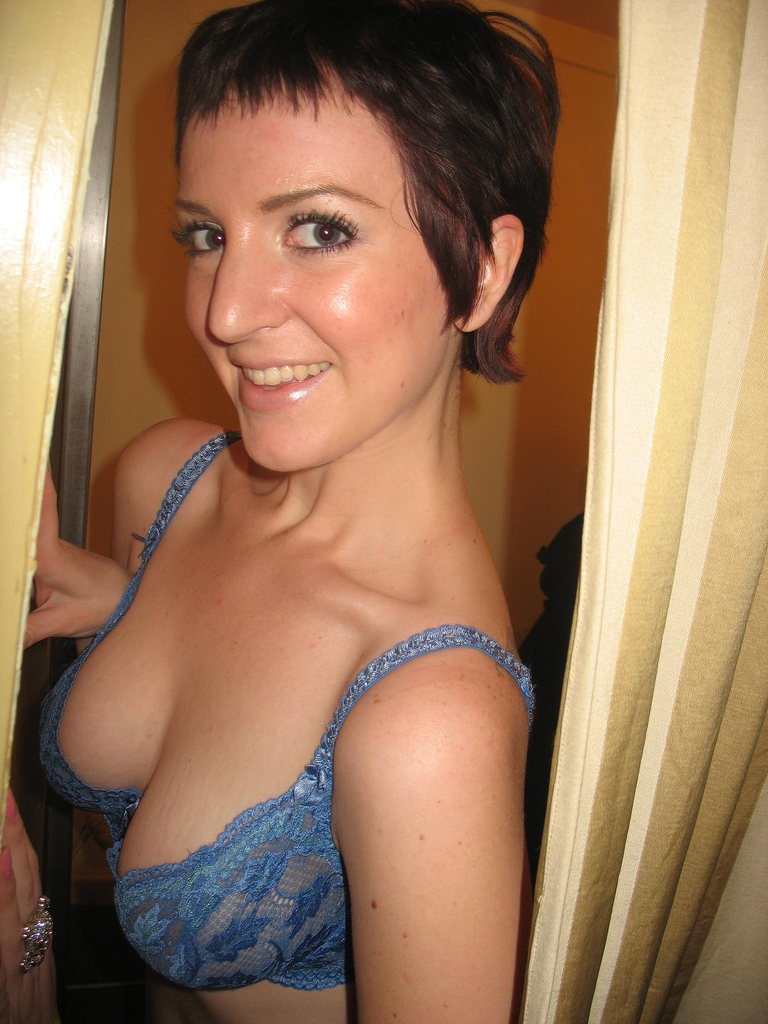
Áo ngực có họa tiết ren.

- Áo ngực nâng đỡ (push-up): là kiểu áo có gọng, mút dày giúp định hịnh vòng ngực trở nên đầy đặn.
- Áo ngực không dây vai
- Áo ngực loại ngắn: Đây là loại áo ngực thông thường nhất. Bên dưới bầu áo loại này không có dây vải để nối liền hai bầu áo, khi mặc có cảm giác mềm mại, tạo được đường nét ngực tự nhiên. Nếu dưới bầu áo có dây vải sẽ làm cho bầu vú có vẻ đầy lên, có chức năng tạo hình.
- Áo ngực kiểu liền thân (corset): Đây là loại áo lót dài, nối liền từ bầu vú đến eo, thích hợp với những người mập, có bụng to. Ngoài ra áo lót này còn có tác dụng che giấu được phần thịt đầy ở dưới nách. Có thể sử dụng áo lót này khi mặc trang phục muốn tạo dáng mảnh dẻ.
- Áo ngực có đệm lót: Bên trong bầu áo có thêm miếng đệm bằng chất liệu mềm, thích hợp cho người gầy, muốn tạo dáng cho bộ ngực đầy đặn.
- Áo ngực có gọng đỡ: Ở phần dưới bầu áo được lồng một sợi dây thép (hoặc nhựa cứng) hình chữ U. Sợi thép có tác dụng làm cho bầu vú tập trung vào phía giữa ngực, tạo đường cong đẹp cho bộ ngực. Loại này có tác dụng cố định bầu vú, không chảy xệ, tăng vẻ săn chắc cho bộ ngực. Nếu người có bộ ngực tương đối lớn nên sử dụng loại bầu áo chụp kín bầu vú, loại ¾ hay ½ dành cho người có bộ ngực nhỏ.
- Áo ngực không có đường nối ráp: Là loại mà bầu áo không có đường nối, có thể tạo được đường cong tự nhiên. Thích hợp khi mặc áo bó sát người, hay áo thun.
- Áo ngực có chiết ly bên cạnh bầu: Là loại áo lót có bầu áo thiết kế theo hình chữ V, thích hợp khi mặc trang phục cổ chữ V, áo vét, áo khoác.
- Áo ngực lộ vai: Loại áo lót này có khoảng cách giữa hai dây áo khá xa thích hợp khi mặc áo cổ rộng, vuông, lộ bờ vai. Người gầy không nên mặc loại này dễ làm cho dây áo bị tuột. Để giữ thăng bằng cho bộ ngực, loại áo lót này thường phải có gọng đỡ.
- Áo ngực không dây: Thích hợp khi mặc áo len thụng hoặc áo hở lưng, áo có cổ mở rộng, lộ vai. Loại áo lót này phải có gọng đỡ có tác dụng làm cho hai bầu vú được tập trung gọn lại, cố định.
- Áo ngực cài khuy móc phía trước: Tạo đường cong đẹp phía sau lưng do không có móc phía sau, thích hợp khi mặc áo mỏng. Loại áo này dành cho người có khoảng cách hai đầu vú hẹp.
- Áo ngực thể thao
- Áo ngực thiếu nữ (có vị trí bầu vú cao hơn và phần dưới nách tương đối nhỏ)

## Các cỡ kích thước
Có nhiều hệ thống đơn vị khác nhau để phân loại kích thước các áo ngực phù hợp với vú lớn nhỏ. Phần lớn chia theo mẫu tự từ AAA đến DD. Một cách tìm cỡ kích áo ngực như sau (dùng thước đo với đơn vị inch (1 inch = 2.54 cm))
1. Đo chu vi của bụng trên (ngay dưới vú) (CV1)
2. Cộng 5 nếu CV là số lẻ, 6 nếu là số chẵn (BS1)
3. Đo chu vi vòng ngực, đứng thẳng, tay giang rộng, đo theo đường ngang với núm vú (BS2)
4. Theo hiệu số BS2 trừ BS1 dùng bảng sau:

| BS2 trừ BS1 | Cỡ nắp áo ngực |
| ----------- | -------------- |
| 0" - 0.5"   | AA             |
| ≤ 1"        | A              |
| ≤ 2"        | B              |
| ≤ 3"        | C              |
| ≤ 4"        | D              |
| ≤ 5"        | DD hay E       |
| ≤ 6"        | F              |
| <7"         | FF             |

Thí dụ, phụ nữ có chu vi vòng bụng trên là 30", vậy phải cộng 6 thành cỡ 36".
Nếu vòng ngực là 40", hiệu số ngực-bụng là 4" - theo bảng thì là cỡ nắp D.
Phụ nữ này nên mang nịt cỡ 36D.

### Kích cỡ tại một số nước
| Châu Âu             | 65 cm | 70 cm | 75 cm | 80 cm | 85 cm | 90 cm | 95 cm | 100 cm |
| UK & USA            | 30    | 32    | 34    | 36    | 38    | 40    | 42    | 44     |
| Pháp và Tây Ban Nha | 80    | 85    | 90    | 95    | 100   | 105   | 110   | 115    |
| Italia              | I     | II    | III   | IV    | V     | VI    | VII   | VIII   |

## Sức khỏe

### Vừa vặn
Nhiều phụ nữ mong chờ đến ngày mà họ có thể cởi áo ngực. 
Một số phụ nữ cảm thấy khó chịu và đau vú toàn thân do thay đổi sợi tuyến vú và mô vú của họ thường được mô tả là "cục u", "giống như sợi dây" hoặc "nhão".  Các bác sĩ thường khuyên phụ nữ nên mặc áo ngực vừa vặn, nâng đỡ để giúp giải quyết các triệu chứng. 

### Bài tập
Các nghiên cứu cơ sinh học đã chứng minh rằng, tùy thuộc vào hoạt động và kích thước của vú phụ nữ, khi cô ấy đi bộ hoặc chạy không bằng tay, ngực của cô ấy có thể di chuyển lên và xuống từ 4 đến 18 cm (1,6 đến 7,1 in) hoặc hơn, và cũng dao động bên sang một bên. 
Các nhà nghiên cứu cũng phát hiện ra rằng khi kích thước ngực của phụ nữ tăng lên, họ ít tham gia các hoạt động thể chất hơn, đặc biệt là tập thể dục mạnh. Ví dụ, rất ít phụ nữ có bộ ngực rất lớn chạy bộ. Để tránh cảm giác khó chịu và đau đớn khi tập luyện, các chuyên gia y tế khuyến nghị phụ nữ nên mặc áo ngực thể thao vừa vặn trong quá trình hoạt động. 

### Ngực chảy xệ
Phụ nữ đôi khi mặc áo ngực vì họ nhầm tưởng rằng chúng ngăn ngừa ngực bị chảy xệ (ptosis) khi họ già đi. Các bác sĩ, phụ nữ bán đồ lót, thiếu nữ và phụ nữ trưởng thành từng tin rằng áo ngực là bắt buộc về mặt y tế để nâng đỡ ngực. Trong một bài báo năm 1952 trên Tạp chí Phụ huynh, Frank H. Crowell đã viết rằng điều quan trọng đối với các cô gái tuổi teen là phải bắt đầu mặc áo ngực sớm. Điều này sẽ ngăn ngừa tình trạng ngực bị chảy xệ, các mạch máu bị kéo căng và lưu thông kém sau này. 
Niềm tin này dựa trên ý kiến không chính xác rằng vì ngực không thể tự hỗ trợ về mặt giải phẫu, nên việc mặc áo lót tạo ra sự khác biệt khi phụ nữ già đi. Một nghiên cứu năm 2013 của Jean-Denis Rouillon nói rằng việc mặc áo ngực thực sự có thể làm suy yếu các mô nâng đỡ giữ ngực. Các nhà sản xuất áo ngực cẩn thận tuyên bố rằng áo ngực chỉ ảnh hưởng đến hình dạng của bộ ngực khi chúng đang được mặc.  Các yếu tố chính ảnh hưởng đến tình trạng sưng vú trong suốt cuộc đời của một phụ nữ là hút thuốc lá, số lần mang thai, trọng lực, chỉ số khối cơ thể cao hơn, kích thước cúp ngực lớn hơn và tăng và giảm cân đáng kể.